# フエフキダイ科
フエフキダイ科（学名: Lethrinidae）は、スズキ目に所属する魚類の分類群の一つ。フエフキダイ・ノコギリダイなど、沿岸の浅い海で生活する魚類を中心に5属39種が記載される。

## 分布・生態
すべて海水魚で、ほとんどの仲間は太平洋西部からインド洋にかけての熱帯域に分布し、沿岸の浅い海で生活する。フエフキダイ属の1種（Lethrinus atlanticus）のみが大西洋に産し、アフリカ大陸西部の沿岸から知られている。
サンゴ礁や岩礁の底部付近を遊泳し、種類によっては大きな群れを形成する。本科は強靭な両顎と歯をもつ肉食性の魚類で、甲殻類・棘皮動物などほとんどの底生生物を捕食対象とする。フエフキダイ属の仲間は、種類によって雌性先熟による性転換を行う。
フエフキダイ類は一般に体色や斑紋に特徴をもつ一方で、昼夜で体色を変えるものや、個体間での変異が大きい種類もある。ハマフエフキ（Lethrinus nebulosus）・イソフエフキ（Lethrinus atkinsoni）など、食用として漁獲対象となる種類も多いが、ヨコシマクロダイ（Monotaxis grandoculis）・キツネフエフキ（Lethrinus olivaceus）のように生息域によってシガテラ毒を有する場合もある。

## 形態

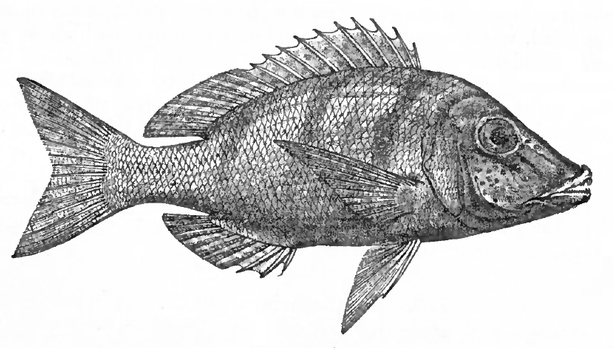
ハマフエフキ （フエフキダイ属）。本科魚類はタイ科・イトヨリダイ科と類似した体型をもつ

フエフキダイ科の仲間は左右に平たく側扁した、いわゆる鯛型の体型をもつ。体長数十センチメートル程度の種類が多いが、最大種（キツネフエフキ Lethrinus olivaceus）は全長1メートルに達する。フエフキダイ属は前方に突き出した特徴的な吻をもつ。
本科はタイ科・イトヨリダイ科との関係が近く、多くの形態学的特徴を共有している。2000年代に行われた分子生物学的解析によれば、これら3グループは全体で一つの単系統群を構成し、フエフキダイ科はタイ科の姉妹群として位置付けられるとされる。フエダイ科とも類似した外見をもつが、口蓋骨の歯の有無（フエダイ科には小さな歯列が存在）や鰓条骨の本数（フエダイ科は7本）など、フエフキダイ科との差異は比較的多い。
背鰭は1つで、10本の棘条と9-10本の軟条（フエフキダイ属は9本、他4属は10本）で構成される。臀鰭は3棘8-10軟条。頭部は無鱗となる傾向があり、特にフエフキダイ属は頬の鱗を完全に欠く。両顎に犬歯を含む1列の歯を備え、奥歯は臼歯状となる。鰓条骨は6本で、椎骨は24個。

## 分類
フエフキダイ科にはNelson（2016）の体系では5属38種が、FishBaseにおいては5属42種が認められている。ヨコシマクロダイ亜科 Monotaxinae およびフエフキダイ亜科 Lethrininae （フエフキダイ属のみを含む）の2亜科に細分する見解もある。
- コケノコギリ属 Wattsia

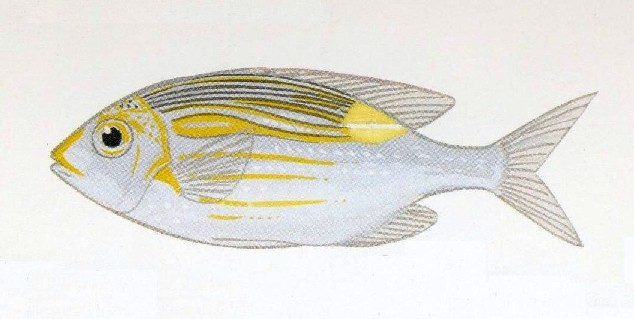
ノコギリダイ Gnathodentex aureolineatus （ノコギリダイ属）。サンゴ礁で大きな群れを作る種類。特徴的な黄色の縦縞は、夜間は消失する

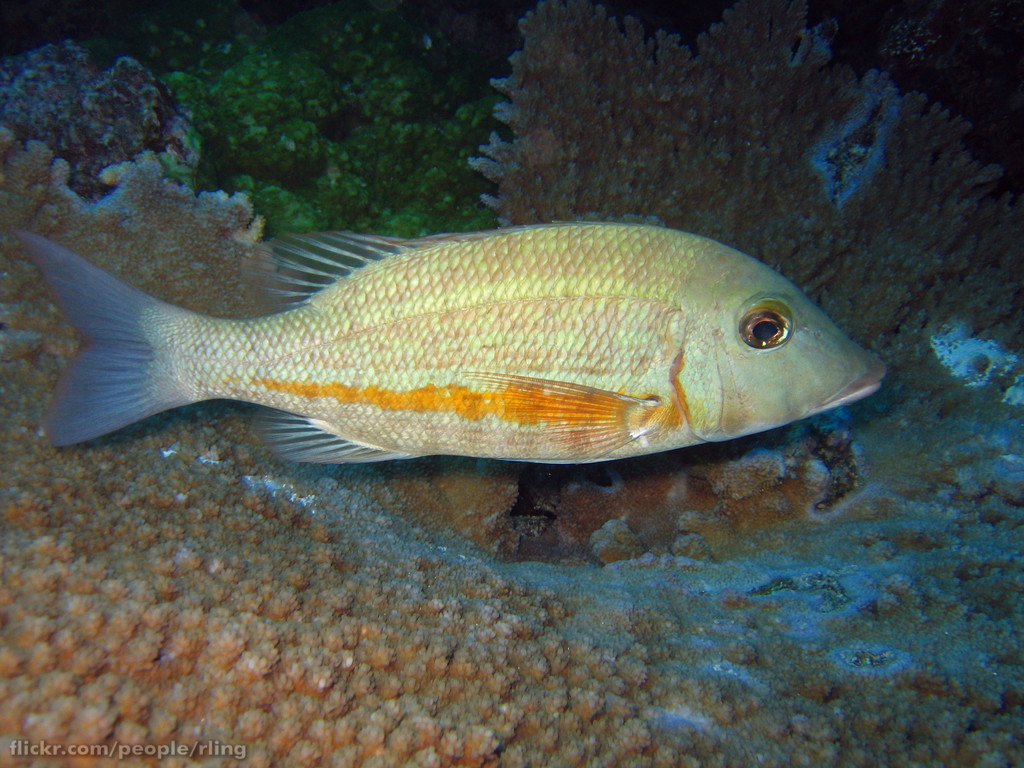
タテシマフエフキ Lethrinus obsoletus （フエフキダイ属）。胸鰭基部を通る鮮やかなオレンジ縞が特徴

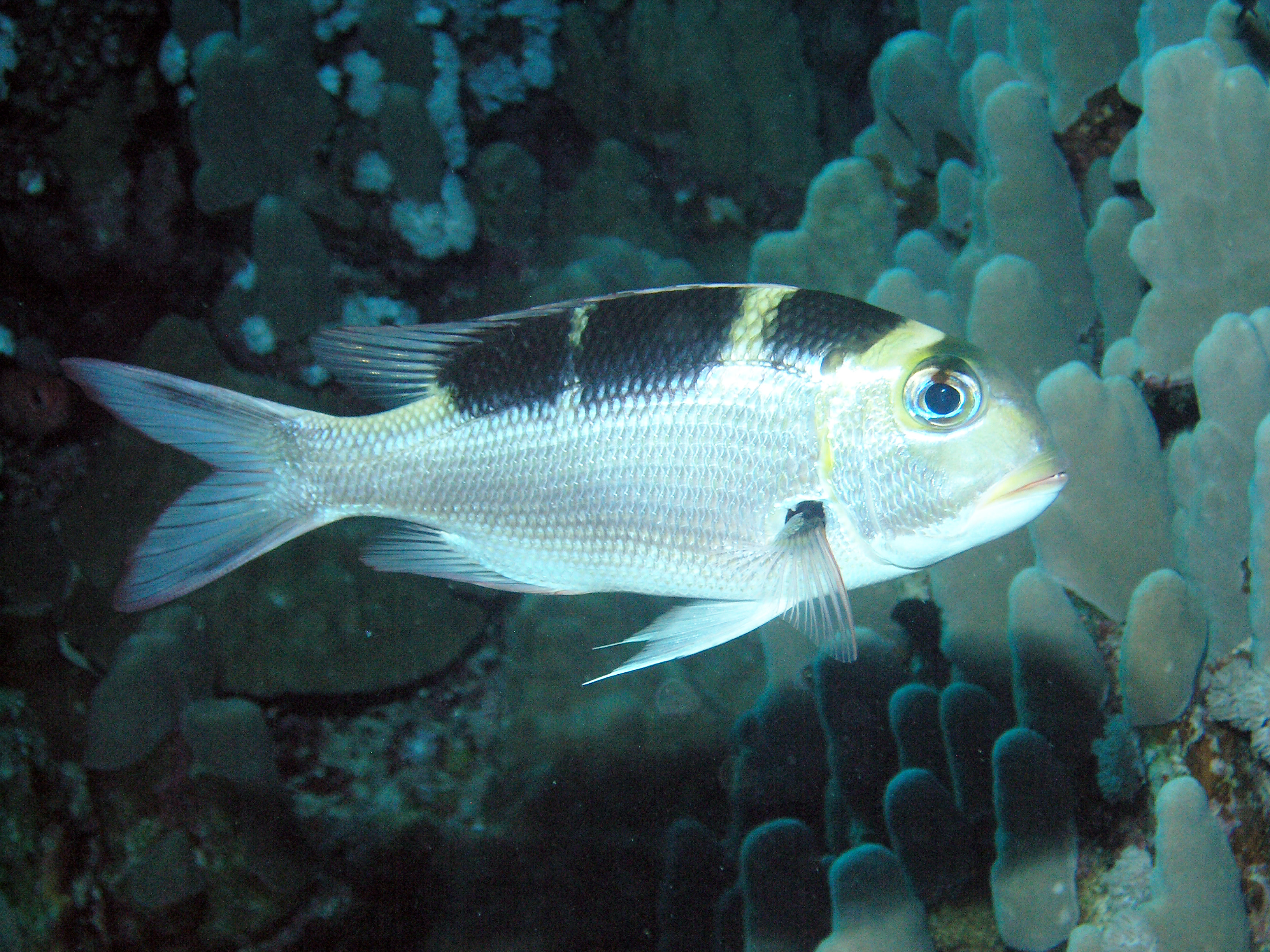
ヨコシマクロダイ Monotaxis grandoculis （ヨコシマクロダイ属）。黒と黄色のコントラストが鮮やかな体色は成長につれて薄くなり、成魚は一様に銀灰色となる

  - コケノコギリ Wattsia mossambica
- ノコギリダイ属 Gnathodentex
  - ノコギリダイ Gnathodentex aureolineatus
- フエフキダイ属 Lethrinus
  - アマクチビ Lethrinus erythracanthus
  - アマミフエフキ Lethrinus miniatus
  - アミフエフキ Lethrinus semicinctus
  - イソフエフキ Lethrinus atkinsoni
  - イトフエフキ Lethrinus genivittatus
  - オオフエフキ Lethrinus microdon
  - キツネフエフキ Lethrinus olivaceus
  - シモフリフエフキ Lethrinus lentjan
  - タチガミフエフキ[8] Lethrinus longirostris
  - タテシマフエフキ Lethrinus obsoletus
  - ハナフエフキ Lethrinus ornatus
  - ハマフエフキ Lethrinus nebulosus
  - フエフキダイ Lethrinus haematopterus
  - ホオアカクチビ Lethrinus rubrioperculatus
  - ホソフエフキ Lethrinus variegatus
  - マトフエフキ Lethrinus harak
  - ミンサーフエフキ[9] Lethrinus ravus
  - ムネアカクチビ Lethrinus xanthochilus
  - ヤエヤマフエフキ Lethrinus reticulatus
  - ヨコシマフエフキ Lethrinus amboinensis
  - Lethrinus atlanticus
  - Lethrinus borbonicus
  - Lethrinus conchyliatus
  - Lethrinus crocineus
  - Lethrinus enigmaticus
  - Lethrinus erythropterus
  - Lethrinus laticaudis
  - Lethrinus mahsena
  - Lethrinus punctulatus
- メイチダイ属 Gymnocranius
  - オナガメイチダイ Gymnocranius elongatus
  - サザナミダイ Gymnocranius grandoculis
  - シロダイ Gymnocranius euanus
  - タマメイチ Gymnocranius satoi
  - ナガメイチ Gymnocranius microdon
  - メイチダイ Gymnocranius griseus
  - Gymnocranius audleyi
  - Gymnocranius frenatus
  - Gymnocranius obesus
  - Gymnocranius oblongus
  - Gymnocranius superciliosus
- ヨコシマクロダイ属 Monotaxis
  - ヨコシマクロダイ Monotaxis grandoculis
  - カグツチヨコシマクロダイ Monotaxis heterodon